# Phenacostethus trewavasae
Phenacostethus trewavasae är en fiskart som beskrevs av Parenti, 1986. Phenacostethus trewavasae ingår i släktet Phenacostethus och familjen Phallostethidae. Inga underarter finns listade i Catalogue of Life.